# Sande (Germania)
Sande è un comune di 8 570 abitanti, della Bassa Sassonia, in Germania.

Appartiene al circondario (Landkreis) della Frisia (targa FRI).

## Gemellaggi[2]
- Ueckermünde, dal 2007
- Nowe Warpno, dal 2018